# Elaenia fallax
Elaenia fallax е вид птица от семейство Tyrannidae.

## Разпространение
Видът е разпространен в Доминиканската република, Кайманови острови, Хаити и Ямайка.